# Jedlicska Béla
Jedlicska Béla (Martfűpuszta, 1860. augusztus 13. – Szeged, 1936. augusztus 18.) magyar jogász, szegedi közjegyző, kamarai elnök, kormányfőtanácsos.

## Élete
Nemes Jedlicska Pál (Zentanád, 1830. június 29. – 1918) és Nágel Alvina (Chemnitz, 1836. augusztus 19. – 1920 k.) hatból első gyermekeként a Szolnok megyei Martfű-pusztán született. Szarvason, az evangélikus főgimnáziumban érettségizett, 1878-ban, jogi tanulmányait a Budapesti Tudományegyetemen végezte. 1884. október 18-án jogi doktori diplomát szerzett, majd egységes bírói és ügyvédi vizsgát 1888. szeptember 28-án tett. Steinbach István budapesti királyi közjegyző irodájában közjegyzőjelölt, majd közjegyzőhelyettes volt. 1889-ben Szentesen volt közjegyzőhelyettes. 1890-ben az igazságügy-miniszter Német-Palánkára, majd 1904. január elseji hatállyal Szegedre nevezte ki királyi közjegyzőnek. Utóbbi helyen bő három évtizeden át aktív politikai és kulturális közéleti tevékenységet fejtett ki: újraalapító elnöke volt a Szegedi Városi Pártnak.

„1926 májusában felélesztették az 1914 előtti szegedi Városi Pártot. Programja szerint a politikai, társadalmi és felekezeti szempontok kikapcsolásával akart a város jövőjéért, a polgárság boldogulásáért harcolni. Az előkészítő értekezletet Jedlicska Béla királyi közjegyző, a párt egykori titkára hívta össze, ezzel is jelezni akarták a folytonosságot. A felújított párt elnöke Várhelyi József pápai prelátus lett, ügyvezető elnöke pedig Jedlicska Béla. A társelnökök névsorának tanulsága szerint a kormánypárti városatyáktól a liberálisokon át az úgynevezett keresztény alakulatokig próbálta tömöríteni a törvényhatósági bizottság tagjait. Várhelyi még 1926 októberében lemondott elnöki tisztéről, és Jedlicskát választották meg helyette. A párt kezdeményezte többek között az idegenforgalom fellendítését, a város autonómiájának az erősítését és a lakásépítkezéseket. 1928-ban a Szegedi Szemle című várospolitikai lap a Városi Párt hivatalos orgánumává vált. A párt vegyes összetételéből következően szinte törvényszerűnek tekinthető, hogy a községi választások közeledtével előtérbe kerültek az egymástól eltérő politikai érdekek, és ez súlyos válságba sodorta a pártot. 1929 januárjában Jedlicska pártelnök lemondott, mert a külvárosiak és az iparosok külön városi pártot akartak alakítani. Jobboldalról is támadás érte a pártot, mert 20—25 izraelita képviselő is tagja volt. A Városi Párt így tehát nem tudta teljesíteni vállalt programját, nem volt képes az ellentétes politikai érdekek egyeztetésére. A pártot jellemezve a Népszava azt írta, hogy fajvédők szövetkeztek a zsidó hitközösség vezető embereivel és a liberális vezérekkel.”

Tagja volt a Szeged szabad királyi város törvényhatósági és közigazgatási bizottságának és az „Árpád” szabadkőműves páholynak. 1906-ban kinevezték a szegedi Rákóczi-szoborállító bizottság, 1912-ben a Szegedi Dalárda elnökévé. A Szeged-Belvárosi Kaszinó választmányi tagja volt. Szívesen és sokszor adakozott közérdekű célokra. Ennek szép példája volt, amikor a szegedi szegénysorsú diákok számára 200 koronát adományozott. A szegedi és a környékbeli kisgazdák által megtermelt gyümölcs és bor értékesítésére részvénytársaságot hozott létre. A Szegedi Közjegyzői Kamara tagja, majd 1921–34 között elnöke volt. 1927-ben a közjegyzői kar képviseletében felsőházi póttagnak választották meg, 1929-ben pedig magyar kir. kormányfőtanácsos lett. 1935 elejétől vejével, dr. Gálffy Ferenccel hivatalt cseréltek, ekkor a városi közjegyzői kamara örökös tiszteletbeli elnöke címével tüntették ki. Ezután haláláig Szentgotthárdon volt közjegyző.

## Emlékezete

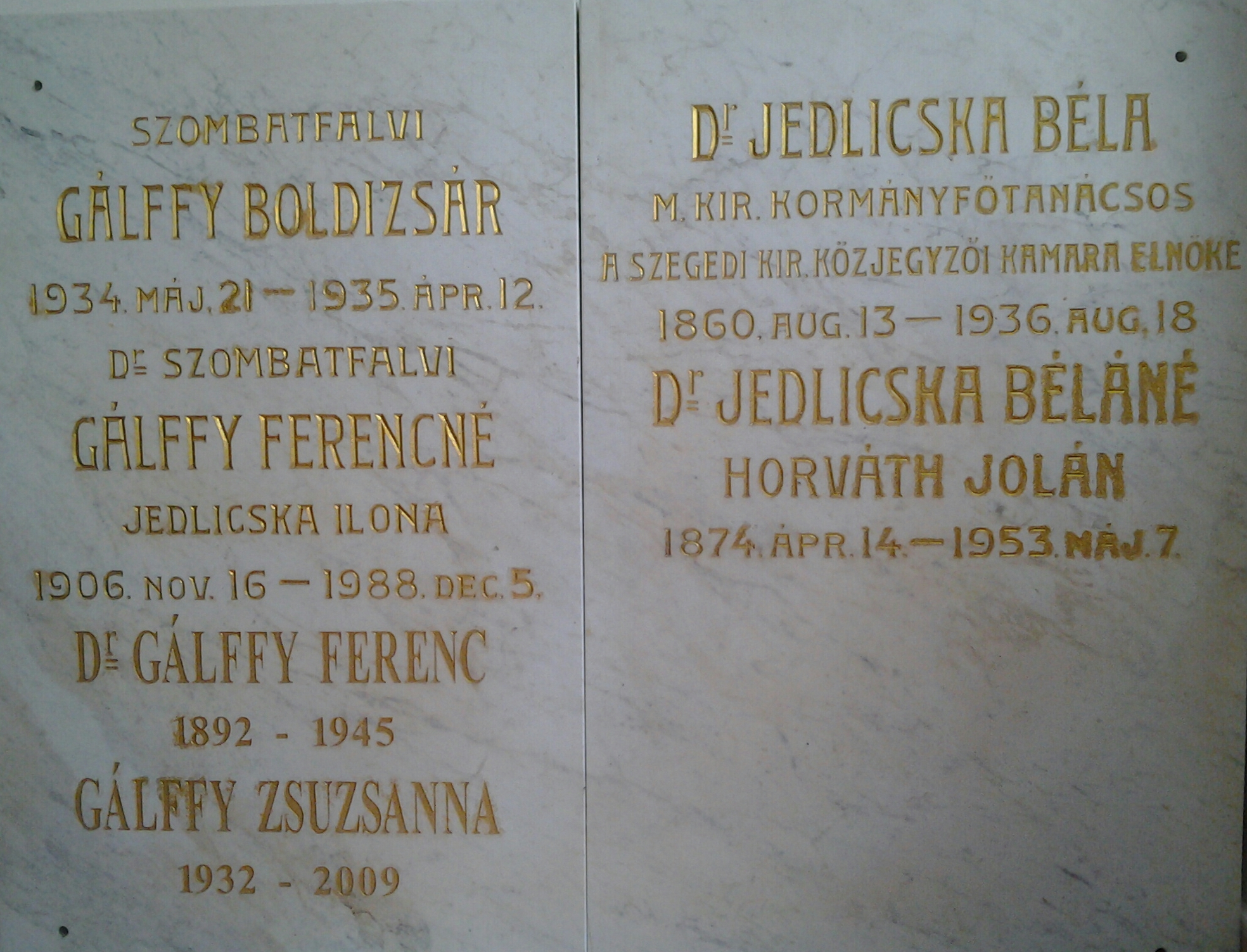
Emléktábla egykori sírjáról

Alakja megjelenik Temesi Ferenc Por című szótárregénye Örökség fejezetében A ravasz Jedlicska alcímen, amelyben – keresztnevét Antalra változtatva – egy szegény örökös részére ad hasznos tanácsot a megfizetendő illeték mérséklésére.

## Magánélete
1891. július 8-án feleségül vette zalavári Horváth Jolánt (1874–1953), házasságukból három leány született: Jolán (1892–1987, Csikós Nagy Béla édesanyja), Margit (1893–1973 k.) és Ilona (1906–1988). 1915-ben elváltak, majd 1931. január 15-én veje kívánságára újra összeházasodtak. 76 éves korában, számos sugárkezelése dacára, gégerákban hunyt el. Azóta felszámolt sírja a szegedi Belvárosi temetőben volt.